# Friedrich Heinrich Florian Guhr
Friedrich Heinrich Florian Guhr (* 17. April 1791 in Militsch; † 1841 ebenda) war ein schlesischer Musiker, Komponist, Kantor und  Musikdirektor.

## Familie
Er stammte aus einer Musikerfamilie. Sein Vater war Carl Christoph Guhr, ein Kantor an der evangelischen Gnadenkirche in Militsch/Militschau (heute poln. Milicz), etwa 55 km nördlich von Breslau/Schlesien mit damals rund 3300 überwiegend evangelischen Einwohnern. Diese Kirche war eine der sechs schlesischen Gnadenkirchen, die der österreichische Kaiser 1709 den schlesischen Lutheranern gewähren musste. 1797/98 ließ Graf Joachim Carl von Maltzan in Militsch, der viele Jahre Gesandter Friedrichs des Großen an den Höfen von Wien London und Petersburg gewesen war, durch Carl Gottfried Geißler ein neues Schloss im klassizistischen Stil erbauen. Der Graf unterhielt bis 1810 eine kleine Schlosskapelle mit fest besoldeten Musikern, zu denen auch sein Vater Carl Christoph Guhr gehörte.
Sein älterer Bruder Carl Wilhelm Ferdinand Guhr (* 27. Oktober 1787 zu Militsch in Schlesien; † 23. Juli 1848 Frankfurt am Main) war ein begnadeter Violinespieler, Komponist und seit 1821 bis zu seinem frühen Tod ein anerkannter Theaterkapellmeister in Frankfurt am Main.

## Ausbildung
Von seinem Vater Carl Christoph Guhr erhielt er seinen ersten musikalischen Unterricht. Schon früh ließ er sein musikalisches Talent entdecken und galt bereits in seiner Jugend als guter Violine-, Klavier- und Orgelspieler.  Seit 1807 hatte er ein Engagement an der gräflich von Maltzahn’schen Schlosskapelle. Als 1810 die Kapelle aufgelöst wurde, durfte er an das Breslauer-Schullehrer-Seminar. Hier baute er seine musikalischen Fertigkeiten und Kenntnisse durch umfangreiche Studien und zahlreiche Konzertbesuche aus. Im Jahre 1811 wurde er zum kommenden Nachfolger seines Vaters als Kantor an der evangelischen Gnadenkirche in Militsch/Militschau (heute poln. Milicz) ernannt. Zwar gab es in Militsch keine wirkliche Hofkapelle mehr, aber es hatten sich einige Private und öffentliche Vereine gebildet, wo er seine musikalischen Fähigkeit aufführen konnte.  So gründete und leitete der kunstsinnige stellvertretende Landrat  von Heydebrand ein stehendes Quartett, das über zwölf Jahre hindurch wöchentlich zweimal musizierte, sich aber 1824 durch den Abgang des Stifters auflöste.

## Werdegang
Friedrich Heinrich Florian Guhr wurde vom musikliebenden Reichsgrafen Joachim Kasimir Alexander von Maltzan, der am 10. September 1817 das Erbe seines verstorbenen Vaters antrat, zum Musikdirektor, bzw. zum Kapellmeister des Palastorchesters, ernannt und führte nun wöchentliche Schlosskonzerte in Militsch und auch in den anliegenden Ortschaften zu wohltätigen Zwecken durch. Diese sogenannten „Konzerte für Dilettanten“ fanden zunehmende Anerkennung und Beachtung. Er wurde zum Kantor und Schulkollegen ernannt und heiratete die älteste Tochter des Kreis-Schulinspektors und Pastors Primarius Richter in Militsch.
Guhr gab den Anstoß zur Gründung des Militschen Musikvereins, der im Jahr fünf beachtenswerte Konzerte und je ein Oratorium aufführte. Mitwirkende waren neben Guhr und seiner Gattin meist musisch ausgebildete Kantoren, Organisten und Schullehrer der Umgebung. Die Einnahmen aus diesen Konzerten wurden an Arme Mitmenschen verteilt oder auch zum Bücherkauf für Schulen verwendet. Die gute Entwicklung der Kirchenmusik und des Gesangsunterrichts in den Schulen der Stadt und auf dem Land ermöglichten es, dass unter Guhrs Leitung viermal im Jahr 400 bis 500 Kinder öffentlich Kantaten von Joseph Haydn oder Christian Heinrich Rinck zur Aufführung bringen konnten. Als Leitfaden für den Unterricht in den Schulen verfasste Friedrich Heinrich Florian Guhr eine Sammlung eigener Kompositionen für den Kinderchor und Instrumentalkompositionen. Diese Sammlung religiöser Lieder wurde mit dem Titel Singender Katechismus 1828 in Militsch herausgegeben.

## Ehrungen
Der König von Preußen zeichnete in Anerkennung der Verdienste Friedrich Heinrich Florian Guhr mit einem Orden des „Roten Adlers“ aus.
Friedrich Heinrich Florian Guhr wurde in der Krypta der Gnadenkirche von Militsch, in der Nähe der Sakristei, beigesetzt.